# Lucie Zhang
Lucie Zhang, född 27 oktober 2000 i Paris, är en fransk skådespelare.
Zhang har bland annat medverkat i filmerna Captives och Ett riktigt jobb.

## Filmografi (i urval)
- 2023 – Captives
- 2023 – Ett riktigt jobb